# The Masters Tournament
| Turnier               | Ort                   | Entstehung | Termin |
| --------------------- | --------------------- | ---------- | ------ |
| US Masters            | Augusta, Georgia, USA | 1934       | April  |
| PGA Championship      | USA                   | 1916       | Mai    |
| U.S. Open             | USA                   | 1895       | Juni   |
| The Open Championship | UK                    | 1860       | Juli   |

The Masters Tournament, oder auch kurz The Masters, das US-Masters, ist eines der vier Major-Turniere im Golfsport.

## Allgemeines
Veranstalter des seit 1934 stattfindenden Turnieres ist der Augusta National Golf Club in Augusta (Georgia), USA. Im Gegensatz zu den anderen Major-Turnieren ist das Masters – ein offizielles Ereignis der PGA TOUR und DP World Tour – ein Einladungsturnier. Jedoch gibt es einen Katalog von formalen Einladungskriterien, die sicherstellen, dass die weltbesten Spieler an den Start gehen können.
Das Golfturnier wird über vier Runden (Donnerstag bis Sonntag) ausgetragen. Nach zwei Runden wird das Teilnehmerfeld auf die besten 50 plus Schlaggleiche reduziert. Das Turnier ist so angesetzt, dass der Finaltag in der Regel der zweite Sonntag im April ist. Am Mittwoch davor findet seit 1960 der Par 3 Contest auf dem Kurzplatz statt.
Das aufgrund der COVID-19-Pandemie abgesagte Masters vom 9. bis 12. April 2020 wurde im Zeitraum vom 9. bis 15. November desselben Jahres nachgeholt.

## Green Jacket
Der Gewinner wird seit 1949 mit einem grünen Sakko („Green Jacket“) und einem lebenslangen Teilnahmerecht ausgezeichnet. Es ist eine Tradition, dass der Gewinner des Vorjahres dem aktuellen Gewinner bei der Siegeszeremonie ins Jacket hilft. Dabei übersah man zunächst die Möglichkeit, dass der Vorjahresgewinner auch der aktuelle Gewinner sein kann. Jack Nicklaus zog sich bei seiner erfolgreichen Titelverteidigung 1966 das Jacket auf Vorschlag von Bobby Jones selber an. Bei den Wiederholungssiegen von Nick Faldo (1989 und 1990) und Tiger Woods (2001 und 2002) übernahm dann der Clubvorsitzende die assistierende Aufgabe.
Während der entscheidenden Phase des Turniers werden für alle möglich erscheinenden Sieger von den Mitgliedern Green Jackets in einer passenden Größe bereitgehalten, so dass die Siegerehrung zeitnah stattfinden kann. Anschließend wird der Sieger vermessen und erhält ein maßgeschneidertes Sakko, das er für ein Jahr mit nach Hause nehmen darf. Danach wird es im Clubhaus verwahrt und steht ihm bei Besuchen jederzeit zur Verfügung.

## Weitere Trophäen
Neben dem Green Jacket erhält der Gewinner auch eine Goldmedaille und eine Replik des Clubhauses in Silber. Zusätzlich erwirbt er sich Einladungen in den kommenden fünf Jahren für die anderen drei Majors und die Players Championship sowie eine fünfjährige Teilnahmeberechtigung bei der PGA Tour. Der Gewinner darf zudem das Menü am „Champions' Dinner“ im nächsten Jahr bestimmen. Ausländische Gewinner präsentieren meist Delikatessen aus ihrer Heimat: Bernhard Langer aus Deutschland brachte z. B. Sauerbraten (1986) mit, der Schotte Sandy Lyle servierte Haggis (1989), der Spanier José María Olazábal wartete mit Paella (1995) auf, und Charl Schwartzel aus Südafrika ein südafrikanisches Barbecue (2012). Meist werden feine Dinners gehalten, aber 1998 ließ Tiger Woods ein deftiges Menü mit Cheeseburger, Hühnchen und Milkshakes servieren.
Der Zweitplatzierte bekommt eine Silberplatte und eine Medaille, der beste Amateur den Silver Cup, der zweitbeste die Silver Medal.
Für die beste Runde des Tages gibt es eine Kristallvase, für ein Hole-in-one oder einen Albatros eine Kristallschüssel und für jeden Eagle zwei Kristallgläser.

## Besonderheiten
Das Masters ist zwar jünger als die vergleichbaren Majors der US-Open oder British Open. Es übertrifft sie jedoch in Sachen Traditionen und Eigenarten um Längen. Zu dem eigentlichen Turnier von Donnerstag bis Sonntag kommen noch mehrere Veranstaltungen: Das Champions-Dinner wurde erstmals 1952 abgehalten. Es handelt sich um ein exklusives Abendessen, das nur den vorherigen Gewinnern des Masters vorbehalten ist. Der Sieger des vorangegangenen Jahres ist für die Ausrichtung des Dinners verantwortlich und wählt das Menü aus. Es findet genau wie das Par-3-Turnier am Mittwoch vor dem eigentlichen Turnierstart statt. Dieses wird seit 1960 auf dem Par-3-Kurs des Augusta National Golf Clubs gespielt. Es ist ein lockeres Turnier ohne großen sportlichen Wert, bei dem viele Spieler ihre Partnerinnen oder auch Kinder mit auf den Platz bringen. Noch nie hat ein Gewinner des Par-3-Turniers auch das eigentliche Masters gewonnen. Etwas weniger bekannt ist der Chip-N-Putt-Wettbewerb, der seit 2014 besteht und bei dem Kinder im Alter von 7 bis 15 Jahren ihre Fähigkeiten im Chippen und Putten unter Beweis stellen können.
Die Aufnahme in den Augusta National Golf Club ist exklusiv und kostspielig, die Preise für Getränke und Essen, wie das traditionelle Pimento Cheese Sandwich, während des Masters Tournaments sind verhältnismäßig moderat. Auf dem Augusta National Golf Club sind Werbeflächen fast vollständig verboten. Es gibt keine großen Sponsorenbanner oder Werbetafeln, wie man es von anderen Sportveranstaltungen kennt. Den Zuschauern – im Sprachgebrauch des Clubs „Patrons“ genannt – ist es untersagt, auf dem Gelände zu rennen. Das Nutzen von Handys oder Kameras ist ebenfalls verboten. Es ist nicht erlaubt, im Gras zu liegen. Stühle dürfe mitgebracht werden, es müssen jedoch klappbare Stühle ohne Armlehnen sein.

## Struktureller Rassismus
Die Geschichte des Augusta National Golf Club und des Masters Tournament ist geprägt von einer langen Tradition der Exklusion afroamerikanischer Spieler und Mitglieder. Clifford Roberts, Mitbegründer und langjähriger Vorsitzender des Augusta National Golf Clubs, soll gesagt haben: „Solange ich lebe, werden alle Golfer weiß und alle Caddies schwarz sein.“ Wenngleich Roberts oft so oder ähnlich zitiert wird, lässt sich dieser Satz nicht als authentisch belegen. Dennoch waren der Club und das Masters lange ein Symbol für weiße Eliten. Erst 1970 durfte mit dem Thailänder Sukree Onsham der erste Nicht-weiße Golfer beim Masters starten. 1975 folgte dann nach starkem öffentlichem Druck der Afroamerikaner Lee Elder. Trotz vorheriger Siege, die Schwarze Golfer wie Charlie Sifford und Pete Brown in den 1960er Jahren auf der PGA-Tour erringen konnten, waren sie nicht zum Masters eingeladen worden.
Gleichwohl war es im Augusta National Golf Club bis 1983 üblich, dass ausschließlich afroamerikanische Männer als Caddies eingesetzt wurden. Während des jährlich stattfindenden Masters-Turniers waren die Spieler verpflichtet, die vom Club gestellten Caddies zu nutzen, die alle schwarz waren. Erst danach konnten Spieler eigene Caddies, gleich welcher Hautfarbe, mitbringen.
Auf weiteren öffentlichen Druck wurde 1990 mit Ron Townsend der erste Afroamerikaner Mitglied im Augusta National.

## Teilnehmerfeld
Das Masters ist ein Einladungsturnier und hat mit ca. 100 Spielern das kleinste Teilnehmerfeld aller Major-Turniere. Anders als bei den restlichen Major-Turnieren gibt es im Vorfeld keine Qualifikationsturniere. Es gibt offizielle Kriterien, von denen eingeladene Spieler im Vorfeld mindestens eins erfüllen müssen.
Einladungskriterien
1. Frühere Sieger des Masters
2. Sieger der letzten fünf U.S. Open
3. Sieger der letzten fünf Open Championships
4. Sieger der letzten fünf PGA Championships
5. Sieger der letzten drei The Players Championships
6. Aktueller Gewinner der olympischen Goldmedaille (ein Jahr zurückliegend)
7. Sieger (a) und Zweitplatzierte (b) der letzten U.S. Amateur Championship
8. Sieger der letzten British Amateur Championship
9. Sieger der letzten Asian Amateur Championship
10. Sieger der letzten Latin-America Amateur Championship
11. Sieger der letzten U.S. Mid-Amateur Championship
12. Die zwölf Bestplatzierten (Gleichstand eingeschlossen) des Masters im vergangenen Jahr
13. Die vier Bestplatzierten (Gleichstand eingeschlossen) der U.S. Open im vergangenen Jahr
14. Die vier Bestplatzierten (Gleichstand eingeschlossen) der British Open im vergangenen Jahr
15. Die vier Bestplatzierten (Gleichstand eingeschlossen) der PGA Championship im vergangenen Jahr
16. Sieger von PGA Turnieren, die zwischen dem vergangenen und diesjährigen Masters stattfanden, solange diese Turniere die volle FedExCup-Punktzahl vergaben
17. Alle Spieler, die sich für die Tour Championship im vergangenen Jahr qualifizierten
18. Die Top 50 der Weltrangliste am Ende des vergangenen Jahres
19. Die Top 50 der Weltrangliste, wie sie eine Woche vor dem Start des Masters veröffentlicht wird

Das Komitee des Augusta National Golf Club kann neben Spielern, die diese Qualifikationskriterien erfüllen weitere Spieler einladen, die es als passend erachtet.

## Gewinner
Die Statistik führen Jack Nicklaus (6 Siege), Tiger Woods (5 Siege) und Arnold Palmer (4 Siege) an. Bernhard Langer siegte bisher als einziger Deutscher (1985 und 1993).
| 2025                                               | Rory McIlroy            | Nordirland         | 277 | −11 | Playoff (2) ² |
| 2024                                               | Scottie Scheffler (2)   | Vereinigte Staaten | 277 | −11 | 4             |
| 2023                                               | Jon Rahm                | Spanien            | 276 | −12 | 4             |
| 2022                                               | Scottie Scheffler       | Vereinigte Staaten | 278 | −10 | 3             |
| 2021                                               | Hideki Matsuyama        | Japan              | 278 | −10 | 1             |
| 2020                                               | Dustin Johnson          | Vereinigte Staaten | 268 | −20 | 5             |
| 2019                                               | Tiger Woods (5)         | Vereinigte Staaten | 275 | −13 | 1             |
| 2018                                               | Patrick Reed            | Vereinigte Staaten | 273 | −15 | 1             |
| 2017                                               | Sergio García           | Spanien            | 279 | −9  | Playoff (2) ² |
| 2016                                               | Danny Willett           | England            | 283 | −5  | 3             |
| 2015                                               | Jordan Spieth           | Vereinigte Staaten | 270 | −18 | 4             |
| 2014                                               | Bubba Watson (2)        | Vereinigte Staaten | 280 | −8  | 3             |
| 2013                                               | Adam Scott              | Australien         | 279 | −9  | Playoff (2) ² |
| 2012                                               | Bubba Watson            | Vereinigte Staaten | 278 | −10 | Playoff (2) ² |
| 2011                                               | Charl Schwartzel        | Südafrika          | 274 | −14 | 2             |
| 2010                                               | Phil Mickelson (3)      | Vereinigte Staaten | 272 | −16 | 3             |
| 2009                                               | Ángel Cabrera           | Argentinien        | 276 | −12 | Playoff (3) ² |
| 2008                                               | Trevor Immelman         | Südafrika          | 280 | −8  | 3             |
| 2007                                               | Zach Johnson            | Vereinigte Staaten | 289 | +1  | 2             |
| 2006                                               | Phil Mickelson (2)      | Vereinigte Staaten | 281 | −7  | 2             |
| 2005                                               | Tiger Woods (4)         | Vereinigte Staaten | 276 | −12 | Playoff (2) ² |
| 2004                                               | Phil Mickelson          | Vereinigte Staaten | 279 | −9  | 1             |
| 2003                                               | Mike Weir               | Kanada             | 281 | −7  | Playoff (2) ² |
| 2002                                               | Tiger Woods (3)         | Vereinigte Staaten | 276 | −12 | 3             |
| 2001                                               | Tiger Woods (2)         | Vereinigte Staaten | 272 | −16 | 2             |
| 2000                                               | Vijay Singh             | Fidschi            | 278 | −10 | 3             |
| 1999                                               | José Maria Olazábal (2) | Spanien            | 280 | −8  | 2             |
| 1998                                               | Mark O’Meara            | Vereinigte Staaten | 279 | −9  | 1             |
| 1997                                               | Tiger Woods             | Vereinigte Staaten | 270 | −18 | 12            |
| 1996                                               | Nick Faldo (3)          | England            | 276 | −12 | 5             |
| 1995                                               | Ben Crenshaw (2)        | Vereinigte Staaten | 274 | −14 | 1             |
| 1994                                               | José Maria Olazábal     | Spanien            | 279 | −9  | 2             |
| 1993                                               | Bernhard Langer (2)     | Deutschland        | 277 | −11 | 4             |
| 1992                                               | Fred Couples            | Vereinigte Staaten | 275 | −13 | 2             |
| 1991                                               | Ian Woosnam             | Wales              | 277 | −11 | 1             |
| 1990                                               | Nick Faldo (2)          | England            | 278 | −10 | Playoff (2) ² |
| 1989                                               | Nick Faldo              | England            | 283 | −5  | Playoff (2) ² |
| 1988                                               | Sandy Lyle              | Schottland         | 281 | −7  | 1             |
| 1987                                               | Larry Mize              | Vereinigte Staaten | 285 | −3  | Playoff (3) ² |
| 1986                                               | Jack Nicklaus (6)       | Vereinigte Staaten | 279 | −9  | 1             |
| 1985                                               | Bernhard Langer         | Deutschland        | 282 | −6  | 1             |
| 1984                                               | Ben Crenshaw            | Vereinigte Staaten | 277 | −11 | 1             |
| 1983                                               | Seve Ballesteros (2)    | Spanien            | 280 | −8  | 4             |
| 1982                                               | Craig Stadler           | Vereinigte Staaten | 284 | −4  | Playoff (2) ² |
| 1981                                               | Tom Watson (2)          | Vereinigte Staaten | 280 | −8  | 2             |
| 1980                                               | Seve Ballesteros        | Spanien            | 275 | −14 | 4             |
| 1979                                               | Fuzzy Zoeller           | Vereinigte Staaten | 280 | −8  | Playoff (3) ² |
| 1978                                               | Gary Player (3)         | Südafrika          | 277 | −11 | 1             |
| 1977                                               | Tom Watson              | Vereinigte Staaten | 276 | −12 | 2             |
| 1976                                               | Raymond Floyd           | Vereinigte Staaten | 271 | −17 | 8             |
| 1975                                               | Jack Nicklaus (5)       | Vereinigte Staaten | 276 | −12 | 1             |
| 1974                                               | Gary Player (2)         | Südafrika          | 278 | −10 | 2             |
| 1973                                               | Tommy Aaron             | Vereinigte Staaten | 283 | −5  | 1             |
| 1972                                               | Jack Nicklaus (4)       | Vereinigte Staaten | 286 | −2  | 3             |
| 1971                                               | Charles Coody           | Vereinigte Staaten | 279 | −9  | 2             |
| 1970                                               | Billy Casper            | Vereinigte Staaten | 279 | −9  | Playoff (2) ² |
| 1969                                               | George Archer           | Vereinigte Staaten | 281 | −7  | 1             |
| 1968                                               | Bob Goalby              | Vereinigte Staaten | 277 | −11 | 1             |
| 1967                                               | Gay Brewer              | Vereinigte Staaten | 280 | −8  | 1             |
| 1966                                               | Jack Nicklaus (3)       | Vereinigte Staaten | 288 | E   | Playoff (3) ² |
| 1965                                               | Jack Nicklaus (2)       | Vereinigte Staaten | 271 | −17 | 9             |
| 1964                                               | Arnold Palmer (4)       | Vereinigte Staaten | 276 | −12 | 6             |
| 1963                                               | Jack Nicklaus           | Vereinigte Staaten | 286 | −2  | 1             |
| 1962                                               | Arnold Palmer (3)       | Vereinigte Staaten | 280 | −8  | Playoff (3) ² |
| 1961                                               | Gary Player             | Südafrika          | 280 | −8  | 1             |
| 1960                                               | Arnold Palmer (2)       | Vereinigte Staaten | 282 | −6  | 1             |
| 1959                                               | Art Wall jr.            | Vereinigte Staaten | 284 | −4  | 1             |
| 1958                                               | Arnold Palmer           | Vereinigte Staaten | 284 | −4  | 1             |
| 1957                                               | Doug Ford               | Vereinigte Staaten | 283 | −5  | 3             |
| 1956                                               | Jack Burke, Jr.         | Vereinigte Staaten | 289 | +1  | 1             |
| 1955                                               | Cary Middlecoff         | Vereinigte Staaten | 279 | −9  | 7             |
| 1954                                               | Sam Snead (3)           | Vereinigte Staaten | 289 | +1  | Playoff (2) ² |
| 1953                                               | Ben Hogan (2)           | Vereinigte Staaten | 274 | −14 | 5             |
| 1952                                               | Sam Snead (2)           | Vereinigte Staaten | 286 | −2  | 4             |
| 1951                                               | Ben Hogan               | Vereinigte Staaten | 280 | −8  | 2             |
| 1950                                               | Jimmy Demaret (3)       | Vereinigte Staaten | 283 | −5  | 2             |
| 1949                                               | Sam Snead               | Vereinigte Staaten | 282 | −6  | 3             |
| 1948                                               | Claude Harmon           | Vereinigte Staaten | 279 | −9  | 5             |
| 1947                                               | Jimmy Demaret (2)       | Vereinigte Staaten | 281 | −7  | 2             |
| 1946                                               | Herman Keiser           | Vereinigte Staaten | 282 | −6  | 1             |
| 1943–1945 Ausgefallen wegen des Zweiten Weltkriegs |                         |                    |     |     |               |
| 1942                                               | Byron Nelson (2)        | Vereinigte Staaten | 280 | −8  | Playoff (2) ² |
| 1941                                               | Craig Wood              | Vereinigte Staaten | 280 | −8  | 3             |
| 1940                                               | Jimmy Demaret           | Vereinigte Staaten | 280 | −8  | 4             |
| 1939                                               | Ralph Guldahl           | Vereinigte Staaten | 279 | −9  | 1             |
| 1938                                               | Henry Picard            | Vereinigte Staaten | 285 | −3  | 2             |
| 1937                                               | Byron Nelson            | Vereinigte Staaten | 283 | −5  | 2             |
| 1936                                               | Horton Smith (2)        | Vereinigte Staaten | 285 | −3  | 1             |
| 1935                                               | Gene Sarazen            | Vereinigte Staaten | 282 | −6  | Playoff (2) ² |
| 1934                                               | Horton Smith            | Vereinigte Staaten | 284 | −4  | 1             |

¹ Ergebnis im Vergleich zu Par.

² Die Anzahl in Klammern hinter Playoff (Stechen) gibt die Anzahl der beteiligten Spieler an.

 Grüner Hintergrund = aufgestellte Rekorde (niedrigster Gesamtscore und Ergebnis zu Par; größte Marge zum Zweitplatzierten)

## Mehrfache Gewinner
Die folgenden Spieler gewannen das Turnier mehrmals:
- 6 Siege
  - Jack Nicklaus: 1963, 1965, 1966, 1972, 1975, 1986
- 5 Siege
  - Tiger Woods: 1997, 2001, 2002, 2005, 2019
- 4 Siege
  - Arnold Palmer: 1958, 1960, 1962, 1964
- 3 Siege
  - Jimmy Demaret: 1940, 1947, 1950
  - Sam Snead: 1949, 1952, 1954
  - Gary Player: 1961, 1974, 1978
  - Nick Faldo: 1989, 1990, 1996
  - Phil Mickelson: 2004, 2006, 2010
- 2 Siege
  - Horton Smith: 1934, 1936
  - Byron Nelson: 1937, 1942
  - Ben Hogan: 1951, 1953
  - Tom Watson: 1977, 1981
  - Seve Ballesteros: 1980, 1983
  - Bernhard Langer: 1985, 1993
  - Ben Crenshaw: 1984, 1995
  - Jose Maria Olazabal: 1994, 1999
  - Bubba Watson: 2012, 2014
  - Scottie Scheffler: 2022, 2024